# FC Bansko
Der PFC Bansko (ФК Банско) ist ein bulgarischer professioneller Fußballclub aus der Stadt Bansko. Der Verein spielt momentan in der C Grupa.

## Geschichte
Der PFC Bansko wurde 1951 als FC Bansko 1951 gegründet und spielt in den nachfolgenden Jahrzehnten in den bulgarischen Amateurligen.
Als in der Winterpause der Saison 2008/09 die beiden Vereine FC Pirin und Pirin 1922 fusionierten wurden, kauften die Eigentümer Bansko die Lizenz des zweitklassigen FC Pirin. Zu Saisonende wurden dann sowohl der FC Bansko 1951 als auch Pirin de jure aufgelöst und der heutige PFC Bansko gegründet. Dabei übernahm der neue Verein den Platz von Pirin in der B Grupa, führte aber den Namen sowie die Clubsymbole des alten FC Bansko 1951 weiter.
In der ersten Saison im professionellen Fußball, 2008/09, wurde der Klub Dritter in der B Grupa. Nur einen Punkt hinter Widima-Rakowski Sewliewo und punktgleich mit dem zweitplatzierten Akademik Sofia verpasste somit knapp den Aufstieg in die A Grupa. Die folgenden Saison war man jedoch nicht mehr so erfolgreich und beendete 2017 schließlich die Saison als Fünfzehnte und es folgte der Abstieg in die dritthöchste bulgarische Liga.

## Stadion
Bansko spielt im St.-Petar-Stadion, welches 3.000 Plätze bietet.